# Coelogyne cristata
Целогіна гребінчаста (Coelogyne cristata) — вид рослини родини орхідні.

## Назва
В англійській мові має назву «ангельська орхідея» (англ. angel orchid).

## Будова
Рослина має білі квіти 7,3 см діаметром з губою жовтого кольору. Квіти з'являються групами від 3 до 10.

## Поширення та середовище існування
Зростає у Гімалаях, де холодна та суха зима змінюється сезоном дощів.

## Галерея

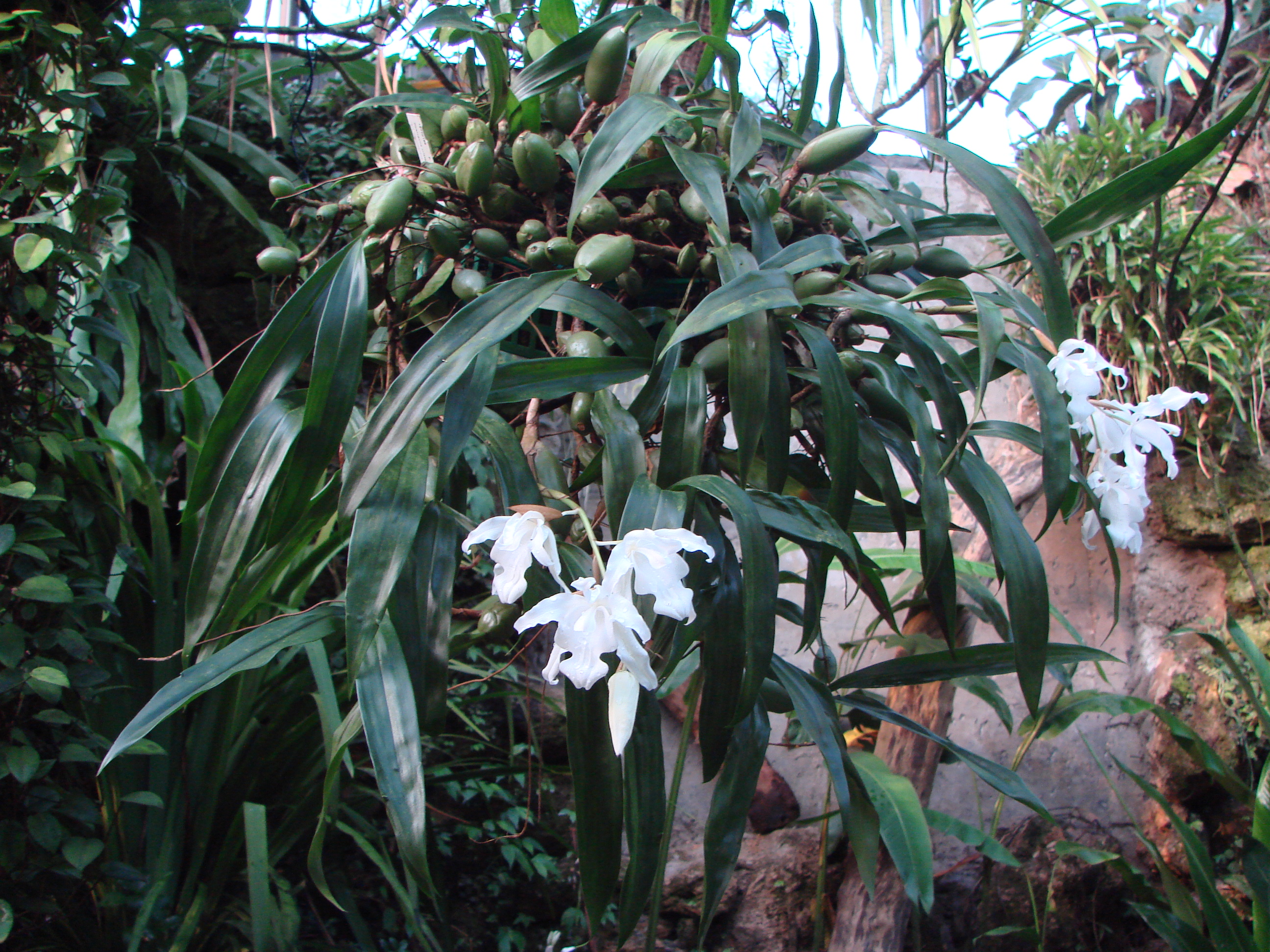
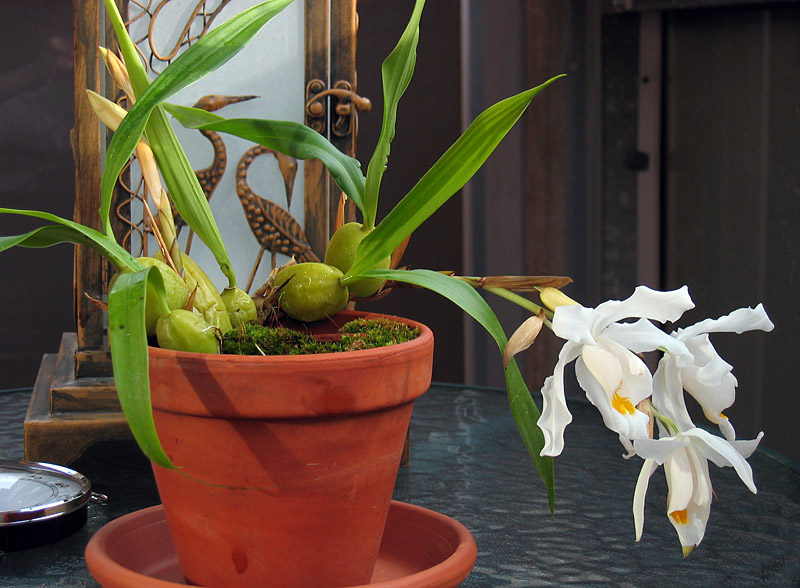
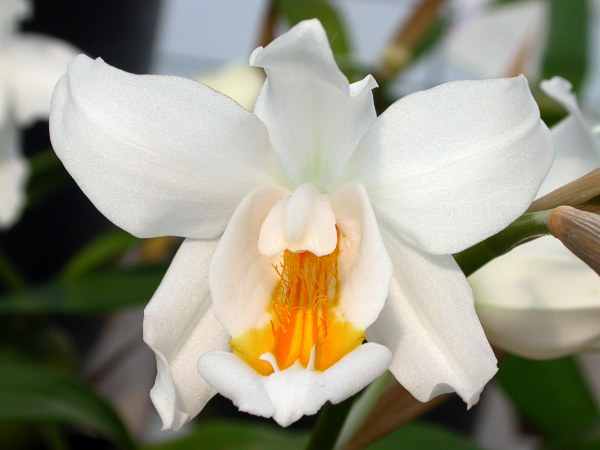

## Практичне використання
Вирощується як декоративна рослина.